# Euplectrus kuboi
Euplectrus kuboi är en stekelart som beskrevs av Kamijo 2003. Euplectrus kuboi ingår i släktet Euplectrus och familjen finglanssteklar. Inga underarter finns listade i Catalogue of Life.